# Государственный дворец Науру
Государственный дворец Науру (Nauru State House) — официальная резиденция президента Науру.

## История

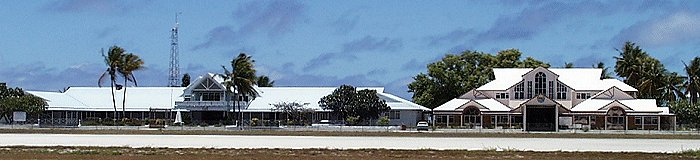
Здание правительства (слева) и парламента Науру (справа)

В период с 2001 по 2008 год в соответствии с Тихоокеанским решением Государственный дворец Науру был превращён в лагерь для беженцев. В дворец было заселено около 300 иракцев, а на находящийся поблизости стадион Мененг было заселено 1300 афганцев. После закрытия лагеря некоторые здания дворца были переоборудованы в школу, которая сгорела в результате обстрела в 2010 году.
В Государственном дворце в настоящее время проживает президент Барон Вака. 22 сентября 2017 года президент Вака объявил о начале строительства новой президентской резиденции. На месте Государственного дворца Науру планируется оставить начальную школу, несколько правительственных ведомств и правительственный склад.